# Imposta comunale sugli immobili
L'imposta comunale sugli immobili (meglio nota come ICI) è stato un tributo comunale, in vigore dal 1993 al 2011, che aveva come presupposto impositivo la proprietà di fabbricati e terreni agricoli ed edificabili situati nei confini della Repubblica Italiana. Ha sostituito l'Imposta sull'incremento di valore degli immobili ed è stata sostituita nel 2012 dall'imposta municipale unica (IMU).
Era un'imposta gravante sul patrimonio immobiliare; non era progressiva come le imposte sul reddito, ma gravava sul valore del fabbricato con una percentuale fissa decisa dal Comune con un'apposita delibera del consiglio comunale, da emanarsi entro il 31 dicembre di ogni anno con effetto per l'anno successivo. Un elenco aggiornato di queste delibere è disponibile sul sito dell'Associazione nazionale comuni italiani (ANCI).

## Storia
Fu preceduta dall'imposta straordinaria immobiliare (ISI), istituita con il decreto-legge 11 luglio 1992, n. 333 del Governo Amato, decreto convertito con modificazioni dalla legge 8 agosto 1992, n. 359, l'ICI ha preso forma con il decreto legislativo 30 dicembre 1992, n. 504 e si è rapidamente evoluta divenendo una delle entrate più importanti nel bilancio dei comuni italiani, sostituendo trasferimenti di fondi dallo Stato centrale.
Nella campagna elettorale 2006 Silvio Berlusconi durante un faccia a faccia televisivo con Romano Prodi annunciò di voler abolire l'ICI sulle prime case ma non fu eletto.
Il 21 dicembre 2007 il governo Prodi, poco prima della caduta, approvò con la legge Finanziaria 2008 un provvedimento che ridusse l'ICI sulla prima casa, introducendo un'ulteriore detrazione della base imponibile dell'1,33 per mille sino a un massimo di 200 euro.
Il successivo governo Berlusconi con l'emanazione del decreto-legge n. 93/2008 Archiviato il 12 febbraio 2013 in Internet Archive., entrato in vigore il 29 maggio 2008, poi convertito in legge n. 126/2008 pubblicata sulla G.U. 174 del 26 luglio 2008, abolì del tutto l'imposta ICI sull'abitazione principale. L'imposta rimase per intero sulle abitazioni signorili, sulle ville e sui castelli (categorie catastali A/1, A/8 e A/9).
Il quarto governo Berlusconi con il d. lgs. n. 23 del 14 marzo 2011 (articoli 7, 8 e 9) pubblicato sulla Gazzetta Ufficiale n. 67 del 23 marzo 2011 ha introdotto l'imposta municipale unica stabilendone la vigenza a partire dal 2014 limitatamente agli immobili diversi dall'abitazione principale (art. 8, comma 2, d. lgs. n. 23/2011)).
Il successivo governo Monti con decreto legge n. 201 del 6 dicembre 2011 (Gazzetta Ufficiale n. 284 del 6 dicembre 2011, supplemento ordinario n. 251) noto come "manovra Salva Italia" poi convertito, con modificazioni, dalla legge n. 214 del 22 dicembre 2011 (G.U. n. 300 del 27 dicembre 2011, supplemento ordinario n. 276), ne ha anticipato di due anni l'applicazione, estendendola anche alle abitazioni principali.

## Descrizione

### Presupposto dell'imposta
Il presupposto dell'imposta è il possesso dei seguenti tipi di immobili, a qualsiasi uso essi siano destinati:
- fabbricati: per fabbricato si intende l'unità immobiliare iscritta o che deve essere iscritta nel catasto fabbricati, considerandosi parte integrante del fabbricato l'area occupata dalla costruzione e quelle che ne costituiscono pertinenza. Il fabbricato di nuova costruzione è soggetto all'imposta a partire dalla data di ultimazione dei lavori di costruzione ovvero, se antecedente, dalla data in cui è comunque utilizzato;
- aree fabbricabili: per area fabbricabile si intende l'area utilizzabile a scopo edificatorio in base agli strumenti urbanistici generali o attuativi in vigore, indipendentemente dalla tipologia edilizia realizzabile e dalle ulteriori attività che debbano porsi in essere perché possa essere assentita l'edificazione, quali, a titolo esemplificativo, l'accorpamento, il rilascio di nulla osta da parte delle competenti autorità, la stipula di convenzioni, la riunificazione delle aree in comprensori;
- terreni agricoli: per terreno agricolo si intende il terreno adibito all'esercizio delle attività indicate nell'articolo 2135 del codice civile (coltivazione del fondo, silvicoltura, allevamento del bestiame e attività connesse).

### Soggetti dell'imposta

#### Soggetto passivo
Soggetti passivi dell'imposta, anche se non residenti nel territorio dello Stato o se non hanno ivi la sede legale o amministrativa o non vi esercitano l'attività, sono:
- il proprietario dell'immobile;
- il titolare di un diritto reale di usufrutto su un immobile;
- il titolare di un uso su un immobile;
- il titolare di un'abitazione;
- il titolare di un'enfiteusi;
- il titolare di una superficie;
- il titolare di un locatario finanziario su un immobile;
- il concessionario di beni immobili insistenti su aree demaniali.

Nel caso di concessioni su aree demaniali (es. stabilimenti balneari), soggetto passivo è il concessionario.
Nel caso di immobili concessi in leasing finanziario, soggetto passivo è il conduttore del leasing e non il titolare del diritto di proprietà sul bene.

#### Soggetto attivo
L'imposta è liquidata, accertata e riscossa da ciascun comune per gli immobili la cui superficie insiste, interamente o prevalentemente, sul territorio del comune stesso. L'imposta non si applica per gli immobili di cui il comune è proprietario ovvero titolare dei diritti indicati nell'articolo precedente quando la loro superficie insiste interamente o prevalentemente sul suo territorio.

### Base imponibile
Base imponibile dell'imposta è il valore degli immobili secondo le regole di seguito esposte.

#### Fabbricati
- Per gli immobili (terreni o fabbricati) regolarmente iscritti in catasto il valore è costituito da quello che risulta applicando alla rendita catastale vigente al 1º gennaio dell'anno di imposizione, come determinata dall'Agenzia del Territorio competente, rivalutata del 5%, i seguenti moltiplicatori:
  - 100 - per gli immobili appartenenti al gruppo A (abitazioni di vario genere con esclusione della categoria A/10) e C/2, C/6 e C/7 (magazzini, laboratori, ecc.);
  - 100 - per gli immobili appartenenti al gruppo B (scuole, ospedali, biblioteche, ecc.) e C/3, C/4 e C/5;
  - 80 - per gli immobili appartenenti alla categoria A/10 (uffici e studi privati) e D/5 (banche);
  - 65 - per tutti gli immobili appartenenti al gruppo D (esclusi D/5);
  - 55 - per gli immobili appartenenti alla categoria C/1 (negozi e botteghe);
- Per gli immobili di interesse storico o artistico ai sensi dell'articolo 10 del D. Lgs. 22 gennaio 2004, n. 42, e successive modificazioni, la base imponibile è costituita dal valore della rendita catastale, determinata mediante l'applicazione della tariffa d'estimo di minore ammontare tra quelle previste per le abitazioni della zona censuaria nella quale è sito il fabbricato;
- per i fabbricati, diversi da quelli indicati al punto precedente, non iscritti in catasto, è necessario far riferimento alla rendita catastale proposta secondo la procedura DOCFA;
- per i fabbricati del gruppo catastale D non iscritti in catasto posseduti interamente da imprese e contabilizzati distintamente, il valore è calcolato direttamente partendo dal costo risultante dalle scritture contabili al lordo delle quote di ammortamento maggiorato con l'applicazione di appositi coefficienti di attualizzazione; questa procedura deve essere utilizzata fino al 31 dicembre dell'anno in cui viene attribuita la rendita catastale.

#### Aree edificabili
Per le aree edificabili, il valore è costituito da quello venale in comune commercio al 1º gennaio dell'anno di imposizione, avendo riguardo alla zona territoriale di ubicazione, all'indice di edificabilità, alla destinazione d'uso consentita, agli oneri per eventuali lavori di adattamento del terreno necessari per la costruzione, ai prezzi medi rilevati sul mercato dalla vendita di aree aventi analoghe caratteristiche.
Il Comune può determinare dei valori minimi al metro quadrato ai quali i contribuenti si possono uniformare. Se viene dichiarato un valore uguale al valore minimo il Comune non procederà ad alcun accertamento, e se viene dichiarato un valore superiore il contribuente non avrà diritto ad alcun rimborso.

#### Terreni agricoli
Per i terreni agricoli il valore è costituito da quello che risulta applicando all'ammontare del reddito dominicale risultante in catasto, rivalutato del 25%, un coefficiente moltiplicatore pari a 75.

#### Esempi di calcolo
Di seguito alcuni esempi di calcolo della base imponibile: 
Civile abitazione con una rendita catastale pari a 500 euro500 * 1,05 * 100 = 84.000 euro
Ufficio con rendita catastale pari a 700 euro700 * 105% * 80 = 58.800 euro
Terreno agricolo con reddito dominicale pari a 100 euro100 * 125% * 75 = 9.375 euro

### Periodo di imposta
Il periodo di imposta è stabilito dall'anno solare, e dura quindi dal 1º gennaio al 31 dicembre dell'anno in cui si effettua il versamento del tributo.
L'imposta è dovuta proporzionalmente alla quota e ai mesi dell'anno nei quali si è protratto il possesso; a tal fine il mese durante il quale il possesso si è protratto per almeno quindici giorni è computato per intero. A ciascuno degli anni solari corrisponde un'autonoma obbligazione tributaria.
Per esempio l'imposta su un fabbricato venduto da Tizio a Caio il 14 gennaio verrà pagata da Caio per 12 mesi; se la vendita avviene il 15 gennaio Tizio pagherà un mese e Caio i restanti 11.

### Esenzioni ed esclusioni
Sono esenti dall'ICI:
- Immobili posseduti dallo Stato, Regioni, Province, Comuni[6], destinati esclusivamente ai compiti istituzionali, dalle comunità montane, dai consorzi fra detti enti, dalle unità sanitarie locali, dalle istituzioni sanitarie pubbliche autonome[7], dalle camere di commercio, industria, artigianato ed agricoltura, destinati esclusivamente ai compiti istituzionali;
- Fabbricati classificati o classificabili nelle categorie catastali da E/1 a E/9 (fabbricati destinati all'esercizio del culto, e per altre specifiche esigenze pubbliche);
- Fabbricati di proprietà della Santa Sede, appositamente indicati nei Patti Lateranensi;
- Fabbricati appartenenti a Stati esteri e alle organizzazioni internazionali;
- Fabbricati dichiarati inagibili o inabitabili e recuperati per essere destinati ad attività assistenziali;
- Terreni agricoli situati nelle aree montane o di collina[8];
- Fabbricati posseduti da enti non commerciali e destinati esclusivamente ad attività assistenziali, previdenziali, sanitarie, didattiche, ricettive, culturali, ricreative, sportive, nonché ad attività di religione e di culto[9].

Sono inoltre esclusi dal campo di applicazione dell'ICI:
- Terreni diversi dalle aree fabbricabili, sui quali non vengono svolte attività agricole (terreni incolti);
- Terreni diversi dalle aree fabbricabili, sui quali le attività agricole sono esercitate in forma occasionale;
- Fabbricati rurali (fabbricati destinati ad agriturismo, magazzini, cantine);
- Fabbricati posseduti da cooperative agricole e consorzi agrari.
- Immobili e relative pertinenze destinati ad abitazione principale, per la quale si intende l'unità immobiliare dove il contribuente ha la residenza anagrafica o effettiva, fatta eccezione per quelli di categoria catastale A1 (abitazioni signorili), A8 (ville), A9 (castelli).

### Aliquote e detrazioni
Aliquote e detrazioni vengono determinate annualmente da ogni singolo Comune con un'apposita delibera. Non esiste un'aliquota unica nazionale poiché l'art. 6 del D.Lgs. 504/1992 si limita a prevedere un minimo del 4 per mille e un massimo del 7 per mille. Le aliquote, quindi, variano da Comune a Comune e di anno in anno, talvolta anche in misura ragguardevole.
Il D. Lgs. n. 446/1997 nel Titolo III (artt. 52 e 59) ha istituito per Comuni e province la possibilità di disciplinare con regolamento le proprie entrate, anche tributarie entro certi limiti:
- la legge nazionale, in assenza di regolamentazione, prevale sempre;
- non sono soggette a regolamentazione l'individuazione e definizione delle fattispecie imponibili, dei soggetti passivi e della aliquota massima dei singoli tributi.
- devono essere rispettate le esigenze di semplificazione degli adempimenti dei contribuenti.

Attualmente le detrazioni e le riduzioni di imposta operanti sono valide per le seguenti tipologie di immobili:
- Unità immobiliari e relative pertinenze adibite a prima abitazione di categorie catastali A1, A8, A9 - detrazione di Euro 103,29 rapportati al periodo dell'anno durante il quale si protrae tale destinazione. Per queste tipologie di immobili il comune può deliberare anche una riduzione d'imposta fino al 50% e una detrazione fino a 258,22 euro;
- Fabbricati dichiarati inagibili o inabitabili e di fatto inutilizzati - Riduzione dell'imposta del 50% rapportata al periodo di effettiva inagibilità o inabitabilità;
- Unità immobiliari appartenenti a cooperative edilizie a proprietà indivisa, adibite a prima abitazione dai soci assegnatari, e unità immobiliari assegnati dagli IACP - Riduzione dell'imposta fino al 50% e, in alternativa detrazione di 258,22 euro.

La definizione esatta di tutte le aliquote e le detrazioni, quindi, diventa il risultato della combinazione tra la legislazione nazionale e la regolamentazione attuata dal singolo Comune.
Il risultato è che da un'esigenza di semplificazione è nata una giungla di aliquote e tributi locali difficilmente districabile, dato che i Comuni, pure nell'interno delle limitazioni imposte dalla legge, sono riusciti a sfoderare un'immensa fantasia nel determinare casi particolari e aliquote differenziate.

### Versamento dell'imposta

#### Scadenze
L'art. 37 - comma 13 - del decreto-legge n. 223 del 4 luglio 2006 ha modificato con decorrenza dal 2007 i termini di versamento dell'imposta comunale sugli immobili, mantenendo sempre la possibilità di effettuare il pagamento in unica soluzione entro la scadenza della prima rata.
Il versamento viene effettuato da ciascun proprietario proporzionalmente alla quota e ai mesi di possesso dell'immobile in due soluzioni:
- dal 1º al 16 giugno: si versa il 50% dell'imposta dovuta calcolata utilizzando le aliquote e le detrazioni dell'anno precedente;
- dal 1º al 16 dicembre: si versa il saldo dell'imposta dovuta (totale imposta dovuta al netto dell'acconto versato a giugno), calcolata utilizzando aliquote e detrazioni dell'anno in corso;

Alcuni comuni consentono di effettuare un versamento complessivo alla scadenza della seconda rata.

#### Modalità di versamento
Il versamento può essere effettuato opzionalmente su appositi bollettini di conto corrente postale, o tramite il modello F24 ordinario, con il quale è possibile compensare l'ICI con altri tributi, oppure tramite il modello F24 predeterminato, che permette di versare esclusivamente l'ICI, senza potere effettuare compensazioni. In caso di pagamento tramite bollettino, ogni Comune indica il proprio c/c oppure il c/c di un concessionario della riscossione, che riscuote appunto al posto del Comune l'imposta.
Fino all'anno 2006, il versamento minimo previsto era di 2,07 euro. Se il versamento dovuto per la prima rata era di importo inferiore al minimo, si recuperava con il versamento a saldo.
I comuni potevano comunque deliberare limiti superiori. (Art. 6, comma 5 decreto-legge del 31/05/1994 n. 330).
Dall'anno 2007 il pagamento deve essere effettuato con arrotondamento all'euro per difetto se la frazione è inferiore a 49 cent, ovvero per eccesso se superiore a detto importo. (Art. 1, comma 166 Legge n. 296/2006), e inoltre i Comuni hanno ora facoltà di applicare dei limiti minimi propri, in assenza dei quali si applica il limite previsto dalla normativa nazionale, ovvero dall'art. 25 della Legge n. 289/2002 (12,00 euro). (Art. 1, comma 168 Legge n. 296/2006).
Le persone fisiche non residenti nel territorio dello Stato possono effettuare il versamento dell'I.C.I. in unica soluzione entro la scadenza del mese di dicembre, con applicazione degli interessi nella misura del 3 per cento, calcolati a decorrere dalla data di scadenza prevista per il versamento dell'acconto. (Art. 1, comma 4-bis decreto-legge del 23/01/1993 n. 16).

### Dichiarazione e comunicazione ICI
Fino al 2008, la dichiarazione ICI doveva essere presentata nel momento in cui sopravveniva una variazione nella soggettività passiva o nella tipologia di utilizzo dell'immobile, se incidente sul diritto alla detrazione, ed era necessario presentare al Comune una dichiarazione che doveva esporre i dati così come erano variati.
La dichiarazione ICI doveva essere presentata anche dai residenti all'estero per gli immobili posseduti nel territorio italiano.
Molti Comuni, avvalendosi della propria potestà regolamentare, avevano sostituito la dichiarazione (che è un modello unico nazionale, approvato con decreto dal Ministro delle finanze) con la comunicazione ICI, che spesso era molto più dettagliata della dichiarazione, nonostante il vincolo di semplificazione al quale il Comune si sarebbe dovuto uniformare.
Nel 1993, anno di prima istituzione dell'imposta, praticamente tutti i soggetti che possedevano terreni e fabbricati hanno dovuto presentare tale dichiarazione allegandola al Modello 740.

#### Termini di presentazione
- La dichiarazione ICI si presentava agli uffici del Comune presso il quale insisteva l'immobile entro il termine di scadenza del Modello Unico che si riferisce ai redditi dell'anno in cui avviene la variazione (per chi presenta il Modello UNICO in via telematica, entro, quindi, il 31 luglio dell'anno successivo alla variazione - 30 settembre dall'anno 2008).
- La Comunicazione ICI si presentava entro un termine arbitrario stabilito dal Comune, che poteva variare da un minimo di 30-60 giorni dalla variazione oggetto di comunicazione, a una data limite stabilita dal Comune stesso. Con la Finanziaria 2007 la Comunicazione ICI è stata soppressa.
- Ai sensi dell'art. 15, comma 2 della legge 18 ottobre 2001, n. 383, per le successioni aperte a partire dal 25 ottobre 2001, gli eredi ed i legatari che abbiano presentato la dichiarazione di successione contenente beni immobili, non sono obbligati a presentare la dichiarazione ai fini dell'ICI. Infatti, gli Uffici dell'Agenzia delle Entrate che hanno ricevuto la dichiarazione di successione ne trasmettono una copia a ciascun comune nel cui territorio sono ubicati gli immobili.

#### Soppressione della dichiarazione ICI per la compravendita di immobili
Il comma 53 dell'articolo 37 del decreto-legge n. 223 del 4 luglio 2006 ha eliminato l'obbligo per i contribuenti di presentare la dichiarazione, a decorrere dall'anno 2007. Tuttavia è previsto che fino alla data di effettiva operatività dei collegamenti telematici tra Catasto e Comuni, da accertare con la pubblicazione di un provvedimento del direttore dell'Agenzia del Territorio, rimane in vigore l'obbligo di presentazione della dichiarazione ai fini dell'ICI.
L'art. 1, comma 175 della legge n. 296/2006 ha però successivamente abrogato l'obbligo di presentazione della comunicazione, abrogando la lettera l) del comma 1 e i commi 2 e 3 dell'articolo 59 del decreto legislativo n. 446/1997.
Il suddetto provvedimento del direttore dell'Agenzia del Territorio è stato emanato il 18 dicembre 2007 ed è stato pubblicato sulla Gazzetta Ufficiale n. 297 del 22 dicembre 2007.
A decorrere dal 2008 la dichiarazione ICI relativa all'anno precedente deve essere presentata solo se le modifiche che comportano un diverso ammontare dell'imposta dovuta sono relative a riduzioni dell'imposta stessa, e quando queste variazioni non sono acquisibili dai comuni tramite le procedure telematiche previste dall'art. 3-bis del D. Lgs n. 463/1997, ovvero attraverso il modello unico informatico - MUI utilizzato obbligatoriamente dai notai per le annotazioni immobiliari.

### Poteri del comune
La cosiddetta potestà regolamentare è disciplinata dall'art. 52 del dpr 446/1997, che ha delineato i confini entro i quali le province e i comuni possono deliberare con specifici regolamenti i propri tributi, ed è alla base del cosiddetto federalismo fiscale.
Il comune controlla le:
- dichiarazioni;
- le denunce;
- verifica i versamenti eseguiti e corregge gli errori materiali e di calcolo.

Il comune emette l'avviso di liquidazione con:
- l'indicazione dei criteri adottati;
- dell'imposta dovuta e delle sanzioni e degli interessi dovuti.

L'avviso di liquidazione deve essere notificato entro il termine di decadenza del 31/12 del quinto anno successivo a quella chi è stata presentata la dichiarazione.
Il comune provvede alla rettifica della dichiarazione nel caso di:
- infedeltà;
- incompletezza o inesattezza;
- procede all'accertamento d'ufficio in caso di omessa presentazione.

Il comune emette l'avviso di accertamento motivato con la liquidazione dell'imposta dovuta e le relative sanzioni e interessi.
L'avviso deve essere notificato a mezzo posta mediante raccomandata con avviso di ricevimento, al contribuente, a pena di decadenza, entro il 31/12 del quinto anno successivo alla presentazione della dichiarazione.

### Sanzioni
Le sanzioni riguardanti l'ICI sono disciplinate dall'art. 14 del D.Lgs. 504/1992, e le principali sono le seguenti:
- Omessa dichiarazione ICI - Sanzione dal 100% al 200% dell'imposta dovuta. Se l'omissione non incide sull'ammontare dell'imposta, si applica una sanzione amministrativa da Euro 51 a Euro 258;
- Infedele dichiarazione ICI - Sanzione dal 50% al 100% della maggiore imposta dovuta. Se l'errore doloso non incide sull'ammontare dell'imposta, si applica una sanzione amministrativa da Euro 51 a Euro 258;
- Omesso o ritardato versamento dell'ICI - Sanzione del 30% dell'imposta non versata.

Anche alle sanzioni in materia di ICI può essere applicato l'istituto del ravvedimento operoso, del quale si può usufruire nel caso in cui l'infrazione non sia già stata accertata, e non siano in corso ispezioni, verifiche o altre operazioni di accertamento da parte dell'Amministrazione Finanziaria.

## Esempi
Una volta determinata la base imponibile da assoggettare all'ICI, a questa base imponibile vanno applicate l'aliquota determinata dal Comune e le eventuali detrazioni da sottrarre al risultato del calcolo.

### Esempio di applicazione dell'imposta
Fabbricato di rendita catastale di 342 euro, di categoria catastale A/8 (abitazioni in ville), destinato dal soggetto passivo ad abitazione principale.
Il Comune ha deliberato per l'abitazione principale l'aliquota del 5 per mille. Allo stesso modo ha deliberato una detrazione di 130,25 euro.
Il risultato del calcolo è dunque il seguente:
1. 342 * 105% * 100 = 35.910 euro (base imponibile ICI)
2. 35.910 * 5‰ = 179,55 euro (imposta lorda)
3. 179,55 - 130,25 (detrazione) = 49,3 euro (imposta netta)

Per questo Comune lo stesso fabbricato, se usato per scopi diversi dall'abitazione principale, sconta l'aliquota del 7 per mille e non può usufruire della detrazione. Per i passi dall'1 al 2 il calcolo è lo stesso; cambiano i passi successivi.
1. invariata
2. 35.910 * 7‰ = 251,37 euro (imposta lorda)
3. 251,37 - 0 (nessun diritto alla detrazione) = 251,37 euro (imposta netta).

Questo è un esempio di quanto drasticamente possa cambiare l'importo dovuto con il cambio di tipologia di utilizzo dell'immobile.
In caso di più proprietari è necessario rapportare l'imposta e la detrazione alla percentuale di possesso. Ad esempio, due coniugi che possiedono l'abitazione al 50% devono pagare ciascuno la propria quota.
L'imposta andrà versata alle scadenze e con le modalità di cui all'apposito paragrafo.

### Novità della Legge Finanziaria 2008 (Normativa soppressa)
Dal 2008 viene introdotta un'ulteriore detrazione per l'abitazione principale pari all'1,33 per mille del valore imponibile, ad eccezione delle abitazioni di categoria catastale A1, A8 e A9. L'importo di questa ulteriore detrazione non può essere superiore a 200 euro (pertanto per i valori imponibili superiori a 150.375,93 l'ulteriore detrazione è sempre pari a 200 euro). Anche questa detrazione è ripartita in parti uguali tra i contribuenti dimoranti nell'abitazione.

#### Esempio di calcolo
Fabbricato di rendita catastale di 1.000 euro, di categoria catastale A/2 (abitazioni di tipo civile), destinato dal soggetto passivo ad abitazione principale.
Il Comune ha deliberato per l'abitazione principale l'aliquota del 4,6 per mille. Allo stesso modo ha deliberato una detrazione base di 103,29 euro.
Il risultato del calcolo è dunque il seguente:
1. 1.000 * 105% * 100 = 105.000 euro (base imponibile ICI)
2. 105.000 * 4,6‰ = 483,00 euro (imposta lorda)
3. 105.000 * 1,33‰ = 139,65 euro (ulteriore detrazione)
4. 483,00 - 103,29 (detrazione base) - 139,65 (ulteriore detrazione) = 240,06 euro (imposta netta)

Con l'entrata in vigore del D.L. n. 93/2008 Archiviato il 12 febbraio 2013 in Internet Archive., poi convertito in legge L. n. 126/2008 pubblicata nella G.U. n. 174 del 26 luglio 2008, la norma riguardante la detrazione aggiuntiva disposta dalla Legge finanziaria 2008 è stata abrogata a favore della completa abolizione dell'ICI per le stesse abitazioni aventi diritto alla detrazione aggiuntiva.